# Paradanta (comarca)
Paradanta é uma comarca situada no sul da Província de Pontevedra, na Galiza. Tem como limites, a norte a Comarca do Ribeiro, oeste a O Condado, a leste a Comarca de Terra de Celanova e a sul o Distrito de Viana do Castelo (Portugal).
É formada pelos seguintes concelhos:
- Arbo
- A Cañiza
- Covelo
- Crecente